# Daphne Maxwell Reid
Daphne Maxwell Reid (Nueva York, 13 de julio de 1948) es una actriz estadounidense de cine y televisión. Es más conocida como la segunda Vivian Banks en la sitcom de la NBC The Fresh Prince of Bel-Air, de 1993 a 1996.

## Biografía

### Primeros años
Maxwell Reid nació en la ciudad de Nueva York, hija de Rosalee y Green Maxwell. Se graduó de la Bronx High School of Science. Obtuvo un grado en diseño de interiores y arquitectura de la Universidad Northwestern, donde recibió una beca. Estando en Northwestern comenzó una carrera de modelo, finalmente firmando con la agencia de modelaje Eileen Ford. Fue la primera mujer negra en la portada de la revista Glamour.

### Carrera
Reid ha aparecido en numerosos programas de televisión. Su papel más conocido lo consiguió cuando sustituyó a Janet Hubert-Whitten como la tía Vivian Banks en la sitcom de la NBC The Fresh Prince of Bel-Air, de 1993 a 1996. Se incorporó justo después de que el personaje ficticio de Nicky Banks naciera hacia el final de la temporada 3, cuando Hubert-Whitten salió del show para cuidar de su propio hijo. Su más reciente aparición en televisión fue en el papel recurrente como la madre de JT, Frances Hunter, en la sitcom de UPN Eva.

### Vida personal
Se casó con Tim Reid en 1982 y, junto con él, es propietaria y operadora de Estudios Nuevo Milenio en Petersburg, Virginia.